# Патрон с разделённым пороховым зарядом
Патрон с разделённым пороховым зарядом — разновидность боеприпасов повышенной мощности к охотничьим ружьям, предложенная новосибирским конструктором, кандидатом технических наук М. А. Кислиным в конце 80-х годов XX века. В начале XXI века патроны данного типа начали использоваться с боевым гладкоствольным вооружением для решения специальных огневых задач в замкнутых помещениях.

## Конструкция
Особенностью данного вида патронов является размещение в пороховом заряде диафрагмы, снабжённой отверстием и разделяющей заряд внутри гильзы на две неравные части. Присутствие диафрагмы позволяет инициировать вторую часть порохового заряда с некоторой фиксированной задержкой относительно первой, что приводит к тому, что «верхняя полка» на кривой давления растягивается, а этап начального разгона пули в стволе продлевается. Это позволяет увеличить общую мощность порохового заряда без увеличения пиковых значений максимального давления пороховых газов внутри ствола.
Следствием этого является прирост начальной скорости пули или дробового контейнера-пыжа в стволе оружия до недостижимых для гомогенных пороховых зарядов скоростей. Во всём остальном конструкция патронов с разделённым зарядом ничем не отличается от обычных боеприпасов, а технология их сборки позволяет даже осуществлять её в кустарных условиях. Среди недостатков нововведения отмечают несколько более жёсткую отдачу, которая заметно легче переносится при использовании полуавтоматического оружия.
Отработка идеи патронов с разделённым пороховым зарядом была осуществлена на боеприпасах «Искра-М» со стальными и свинцовыми пулями Полева, собранными с двойными и тройными зарядами из разных порохов («Вектан» и «Сунар 42»), которые были разделены картонными диафрагмами.
В 2016 году появилась информация о применении ружейных боеприпасов повышенной мощности с разделённым пороховым зарядом и разрушающейся вольфрамовой пулей специальными подразделениями СОБР ГУМВД России по Новосибирской области. По сообщению журнала «Наука и военная безопасность» основным назначением этого типа патронов стало обеспечение быстрого проникновения штурмовых групп в замкнутое помещение посредством оперативного выбивания петель и замков у металлических и деревянных дверей, гарантируя при этом минимальный запреградный поражающий эффект и низкую склонность к рикошету.